# Adak Island

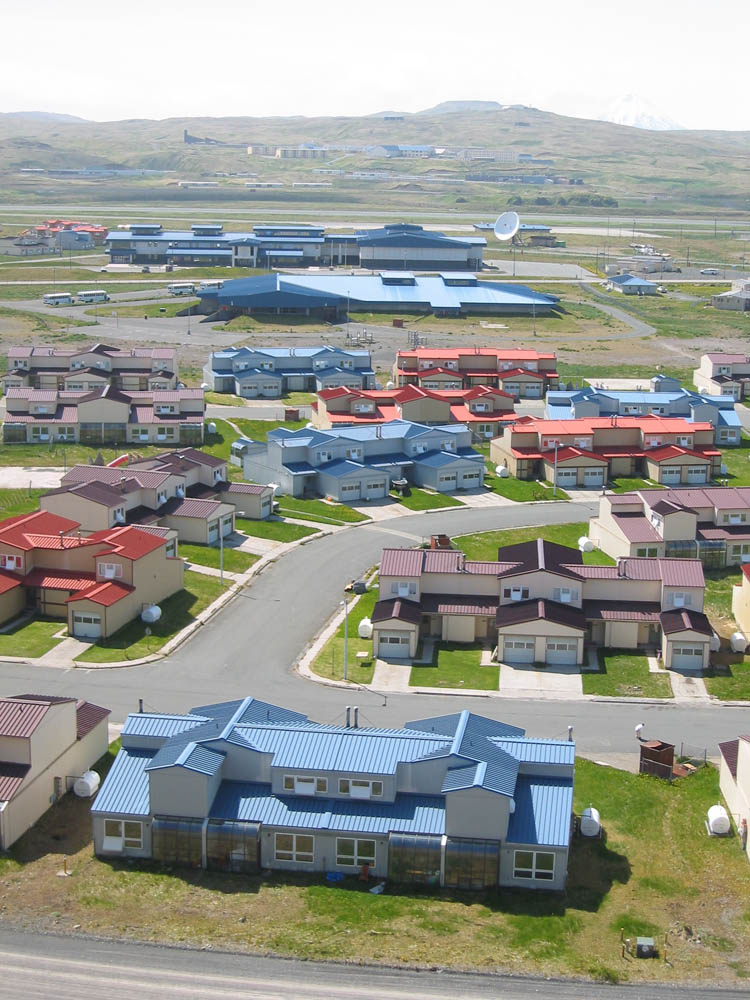
Adak på Adak Island

Adak Island är en ö i Stilla Havet som tillhör Alaska. På ön finns staden Adak och berget Mount Hoffett som är 1196 meter högt. Under andra världskriget blev öarna Attu och Kiska invaderade av japanerna. Adak Island omvandlades till en militär bas, men i början av 1943 återtog amerikanerna ön.